# Клајман (Висконсин)
Клајман (енгл. Clyman) град је у америчкој савезној држави Висконсин.

## Демографија
По попису из 2010. године број становника је 422, што је 34 (8,8%) становника више него 2000. године.
| Група             | 2000.       | 2010.       |
| Белци             | 360 (92,8%) | 383 (90,8%) |
| Афроамериканци    | 0 (0,0%)    | 2 (0,5%)    |
| Азијати           | 0 (0,0%)    | 1 (0,2%)    |
| Хиспаноамериканци | 18 (4,6%)   | 20 (4,7%)   |
| Укупно            | 388         | 422         |